# 18243 Gunn
A 18243 Gunn (ideiglenes jelöléssel 2272 T-2) a Naprendszer kisbolygóövében található aszteroida. Cornelis Johannes van Houten,   Ingrid van Houten-Groeneveld és Tom Gehrels fedezte fel 1973. szeptember 29-én.